# موش مانداب آفریقایی کوهی
موش مانداب آفریقایی کوهی (نام علمی: Otomys orestes) نام یک گونه از سرده موش‌های مانداب است.